# Shu (Münze)

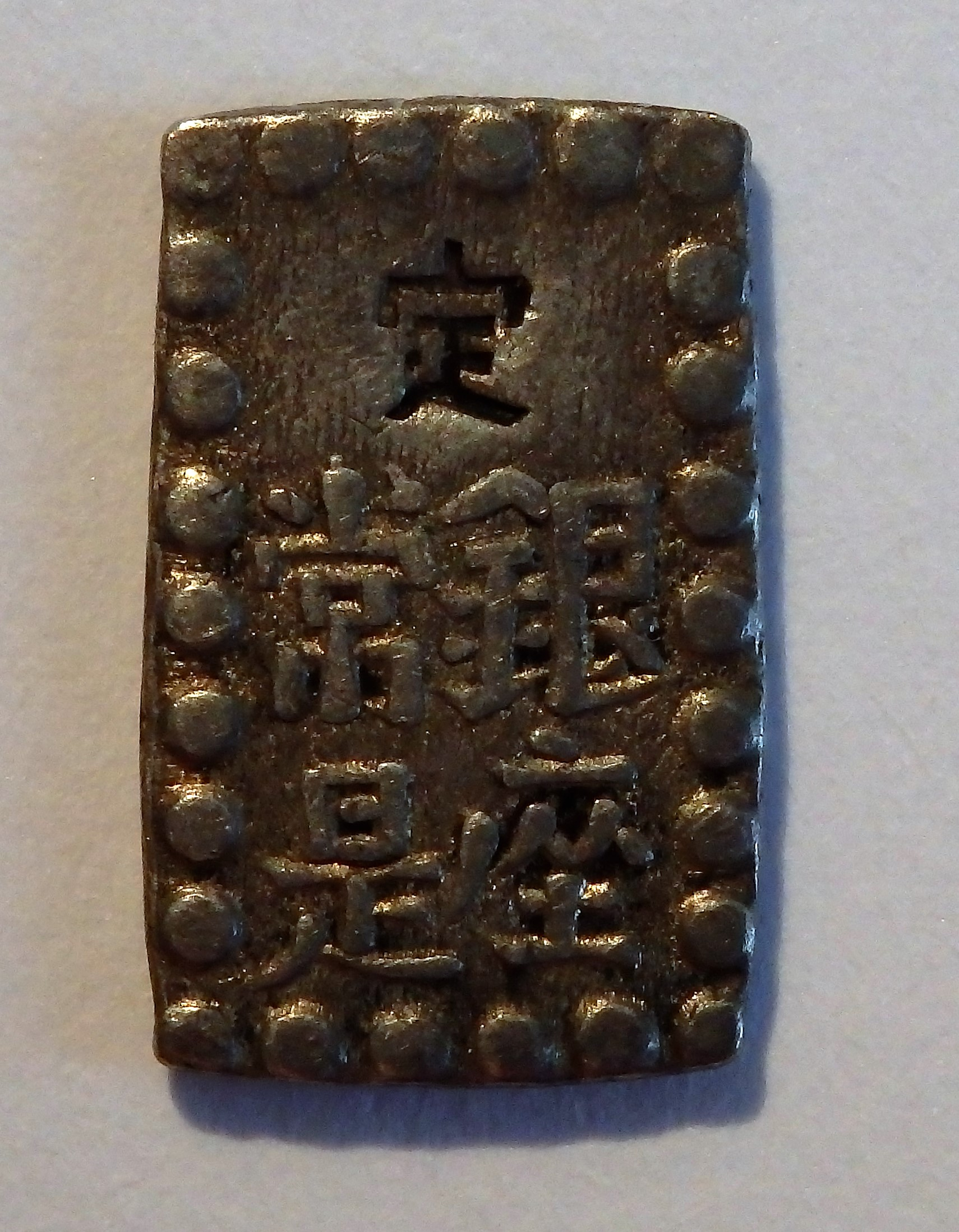
Vorderseite Isshugin, zwischen 1853 und 1865 geprägt

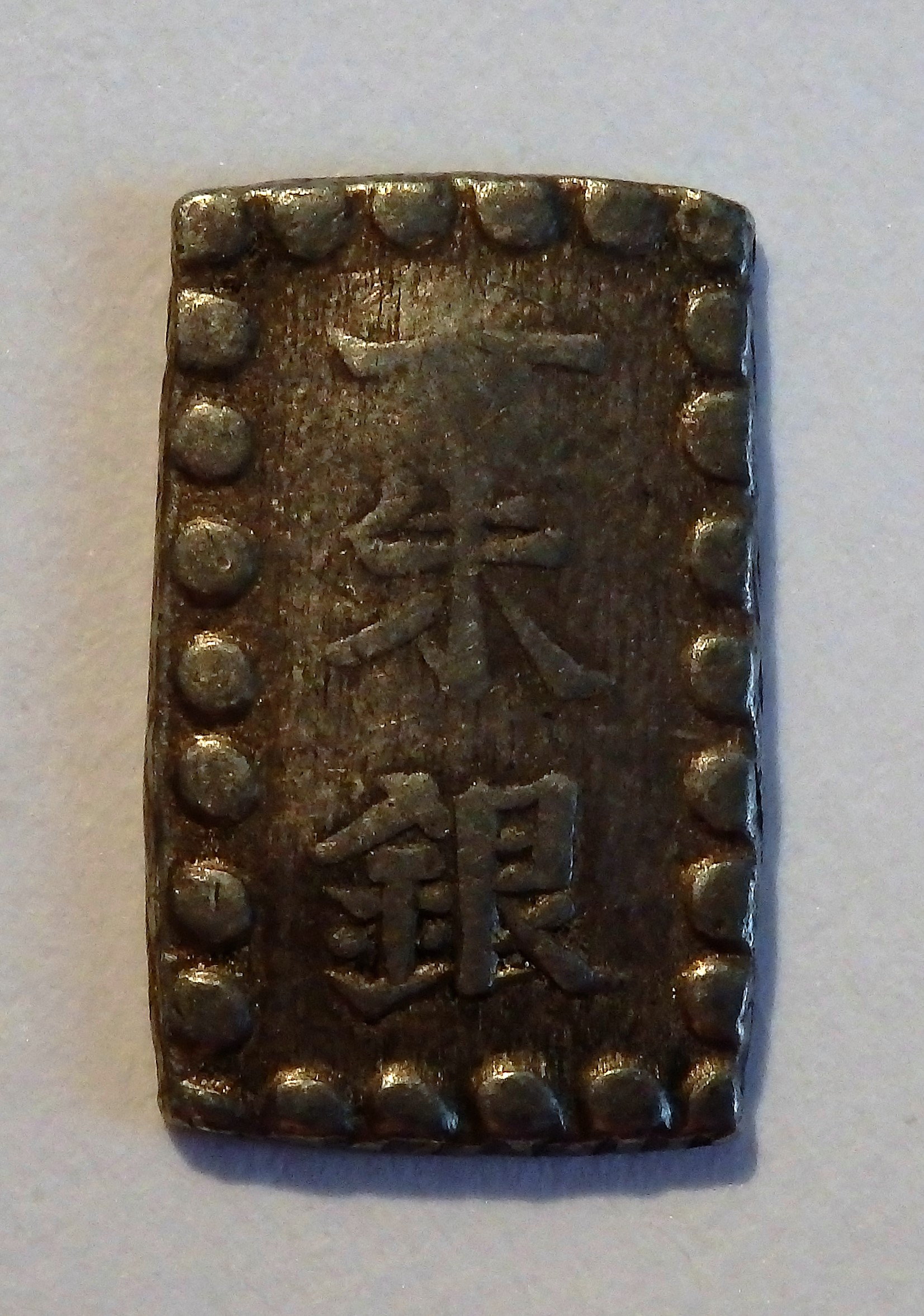
Rückseite Isshugin, Originalgröße: 15 × 9 mm

Ein Shu (jap. 朱) war ein japanisches Münznominal, das im 19. Jahrhundert in Gold und in Silber geprägt wurde. Sie war im bis 1869 verwendeten japanischen Münzsystem als 1⁄16 Ryō bzw. 1⁄4 Bu definiert. 
Diese nach dem alten System geprägten Münzen waren nicht rund, sondern rechteckig, selten auch quadratisch ausgeprägt. Nur die Kupfer- und Eisenmünzen, das Kleingeld, wurde nach chinesischem Vorbild rund mit quadratischen Loch in der Mitte hergestellt. Die Gestaltung war bildlos. Ein Schriftzeichen konnte statt geprägt, auch gepunzt worden sein.
Es gab drei Münztypen:
- Die Isshukin (一朱金) hatte einen Nominalwert von 1 Shu (isshu) und bestand zu 12 % aus Gold (kin). Sie wurde ab 1824 (traditionelles Datum: Bunsei 7) ausgegeben, weswegen sie auch Bunsei Isshukin (文政一朱金) genannt wird. Die Prägung wurde allerdings bereits 1840 wieder eingestellt.[1]
- Die Isshugin (一朱銀) wurde erstmals 1829 (Bunsei 12) in Verkehr gebracht – diese Variante wird auch Bunsei Nanryō Isshugin (文政南鐐一朱銀) genannt – und bestand aus 2,62 g fast reinem Silber. 1854 (Kaei 7) wurde diese durch eine nur noch 1,87 g wiegende leichtere Variante ersetzt mit gleichem Nominalwert ersetzt, d. h. abgewertet. Diese Münze entsprach 250 Mon-Kupfermünzen.[2]
- Die Nishukin (二朱金) hatte einen Nominalwert von 2 Shu (nishu). Sie wurde erstmals 1697 (Genroku 10) geprägt, nach ein paar Jahren aber wieder eingestellt. 1832 (Tempō 3) wurde sie mit stark reduziertem Goldanteil erneut eingeführt und 1860 (Man’en 1) nochmals im Material abgewertet.[3]

Nach dem Ende der Shogunherrschaft im Jahr 1867 begann unter dem Meiji-Tenno (1868–1912) eine Phase tiefgreifender gesellschaftlicher Reformen (Meiji-Restauration). Das Münzsystem wurde ab 1870 ganz auf die dezimale Teilung umgestellt, kreisrund nach westlichem Vorbild ausgeprägt und der Yen eingeführt.

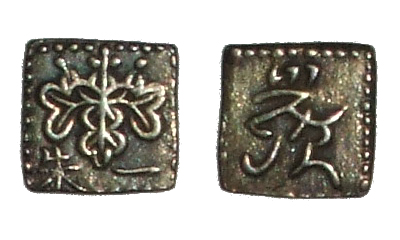
Bunsei Isshukin (1824–1840)
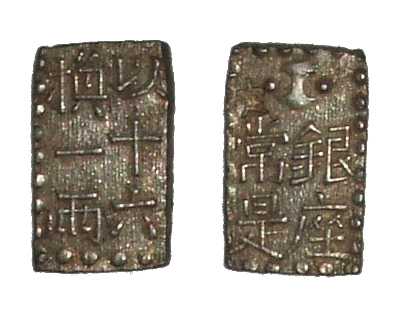
Bunsei Isshugin (ab 1829)
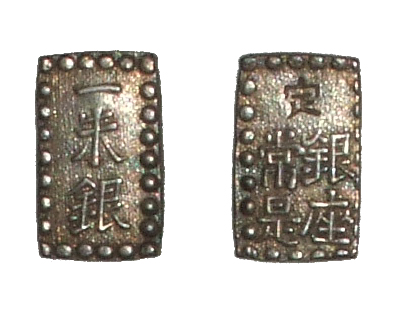
Kaei Isshugin (ab 1853)
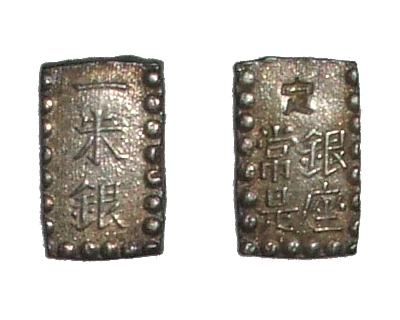
Ansei Isshugin (ab 1850er)
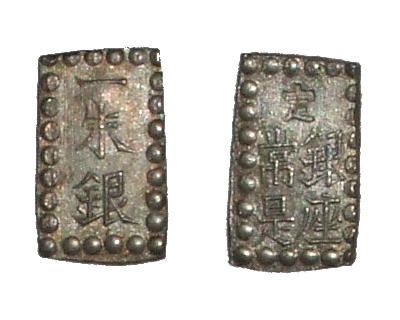
Kaheishi Isshugin (1868–1869)
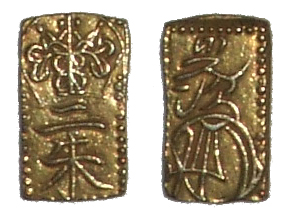
Tempō Nishūkin
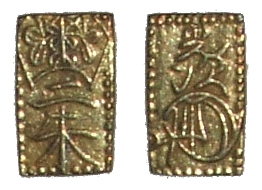
Man’en Nishūkin